# Basilique Sant'Andrea delle Fratte
Pour les articles homonymes, voir Sant'Andrea.
La basilique Sant'Andrea delle Fratte (en français : Basilique Saint-André-des-Buissons) est une basilique mineure romaine située dans le rione de Colonna.

## Historique
L'église a été reconstruite vers la fin du XVIe siècle pour l'Ordre des Minimes de saint François de Paule. Son nom provient de la proximité des arbres et des vergers du temps de sa construction. De 1653 à 1667, Francesco Borromini ajouta une coupole et un impressionnant campanile à l'église. Sa façade latérale gauche donne sur le palais di Propaganda Fide, également œuvre de Borromini et du Bernin. Le peintre russe Oreste Kiprensky (1782-1836) y est enterré.
Le 20 janvier 1842, lors d'une visite à Rome, Alphonse Ratisbonne eut une vision de la Vierge Marie dans cette église, ce qui le décida à se convertir au catholicisme.
Cette église obtient le titre de basilique mineure le 25 avril 1942.
Le pape Jean XXIII accorde à l'église le 12 mars 1960, par la bulle Cum nobis, le titre cardinalice Sant'Andrea delle Fratte.

## Architecture et ornements
L'église adopte un classique aspect de croix latine. La tour-lanterne faite de briques est surmontée d'une campanile ouvert de deux étages en marbre blanc qui possède en son sommet une sculpture du dieu Janus. La coupole est renforcée de contreforts en forme de croix de saint André, patron de l'église. La façade fut refaite au XIXe siècle grâce au soutien financier d'Ercole Consalvi, plénipotentiaire de Pie VII au Congrès de Vienne de 1826. L'église est flanquée d'un cloître décoré de fresques du XVIIe siècle.
L'intérieur est constitué d'une nef unique flanquée de deux chapelles latérales richement décorées. Le transept possède deux autels, œuvres des architectes Luigi Vanvitelli (autel gauche) et Filippo Barigioni (en) (autel droit). Le presbytère abrite un tableau du Martirio di Sant'Andrea de Francesco Trevisani. Les autres peintures sont des œuvres de Francesco Cozza, Francesco Queirolo, Giovanni Battista Maini, Giuseppe Bottani, Paolo Posi (en), Pietro Bracci.
Parmi les trésors de cette église se trouve deux exceptionnelles statues du Bernin, Anges portant les éléments de la Passion, commandées par Clément IX et initialement prévues pour être installées sur le pont Saint-Ange mais finalement considérées trop raffinées pour être exposées aux intempéries. Elles furent donc données au sculpteur dont les héritiers en 1729 firent don à l'église.
La peintre et portraitiste Angelica Kauffmann y est enterrée en 1807.

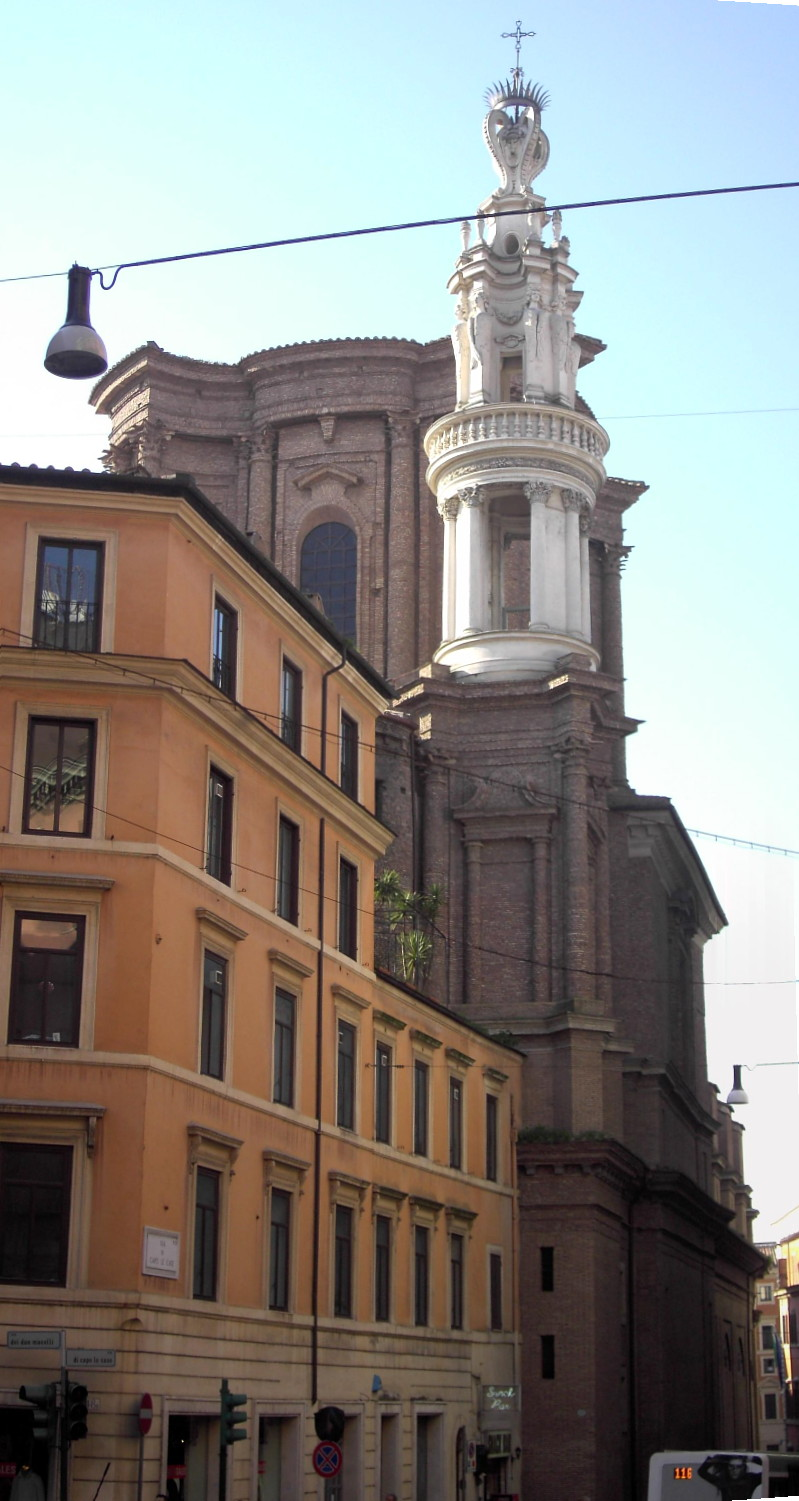
Campanile et lanterne de l'église
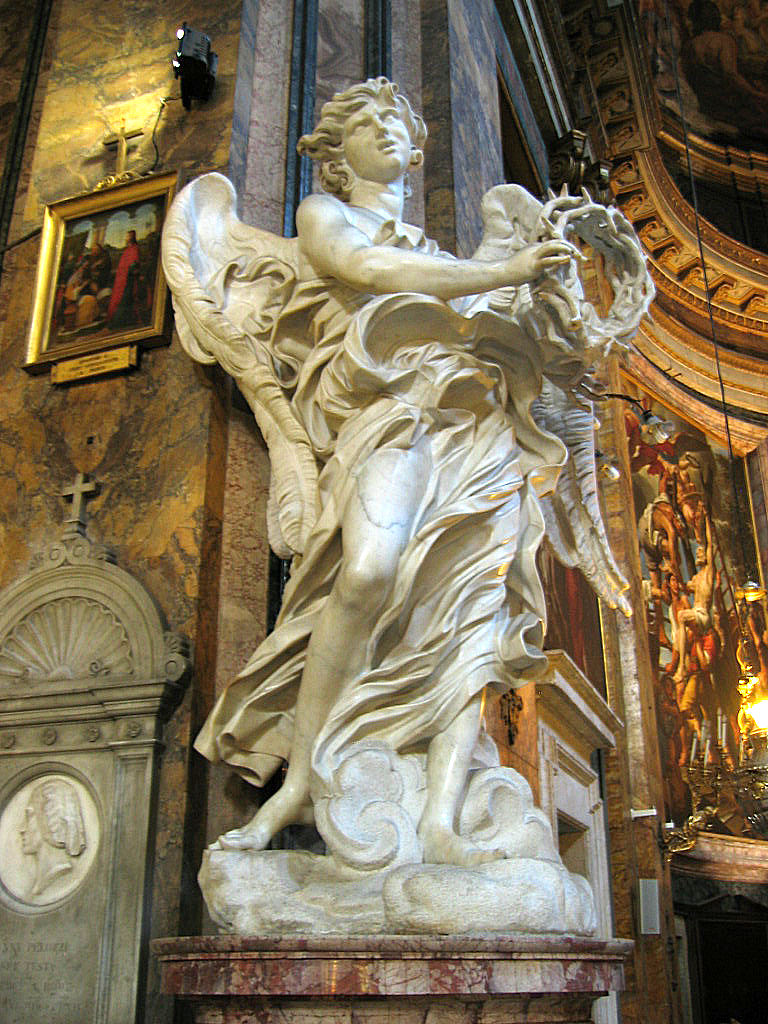
Ange à la couronne d'épines du Bernin
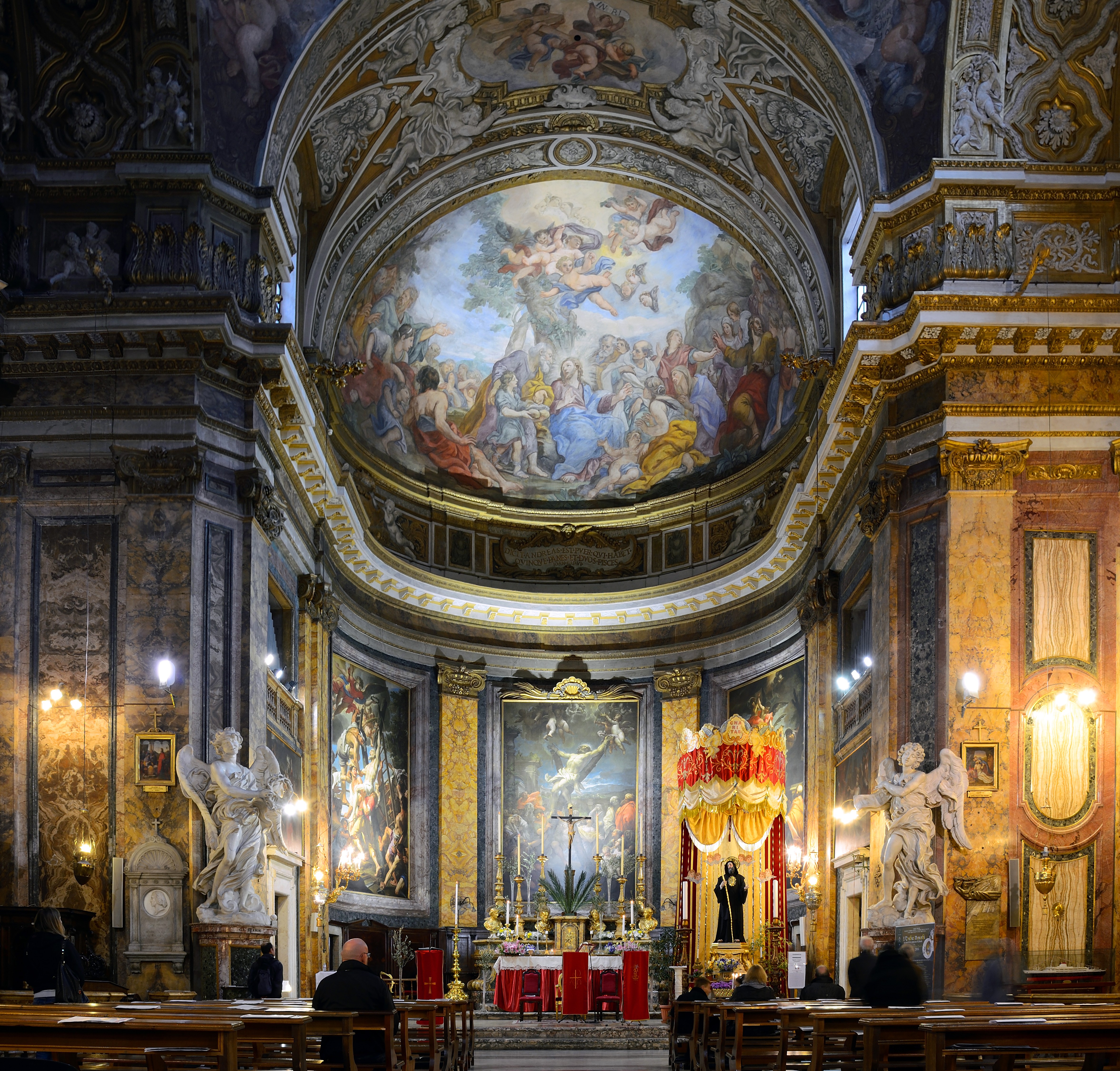
Intérieur
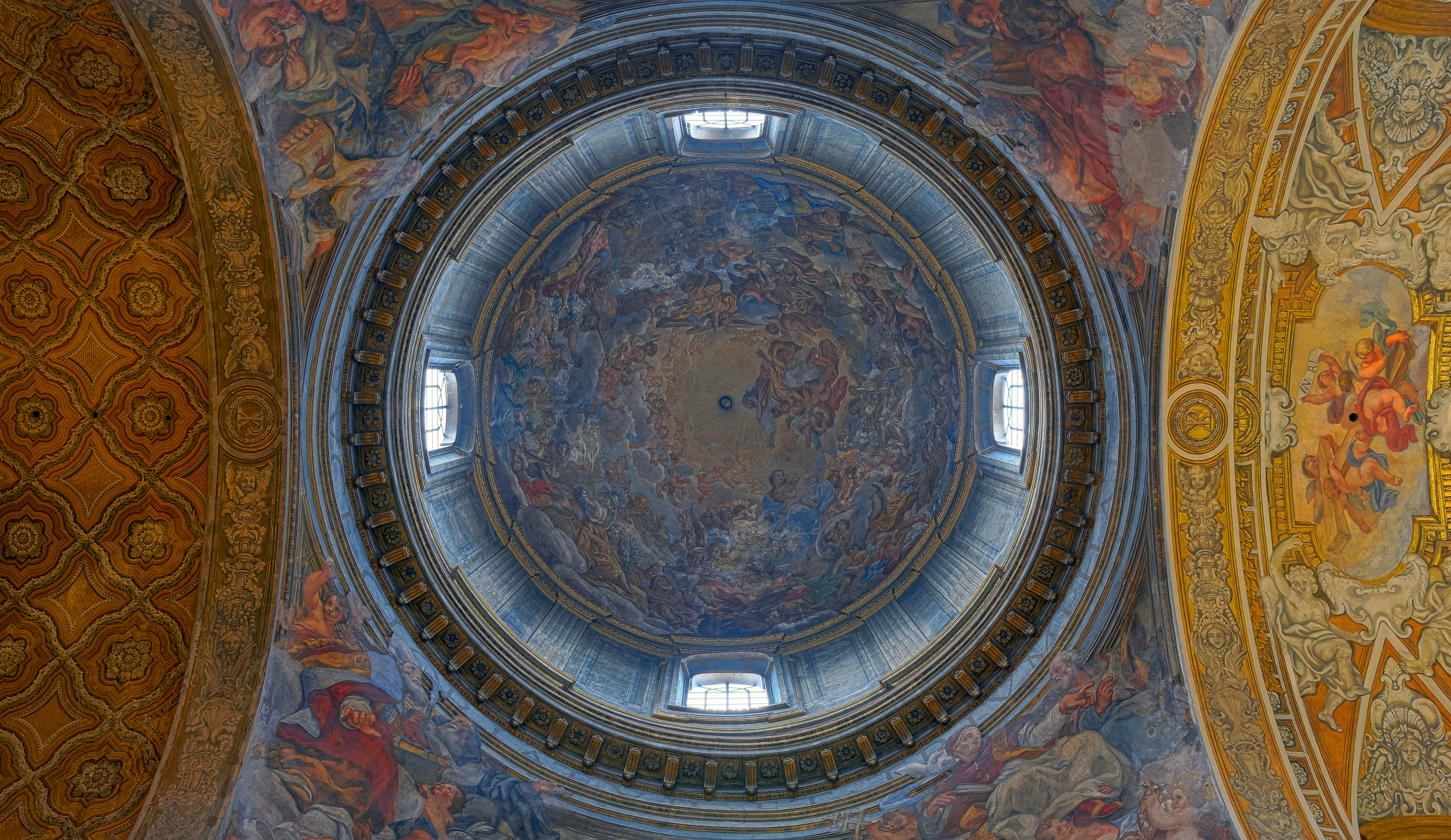
Coupole
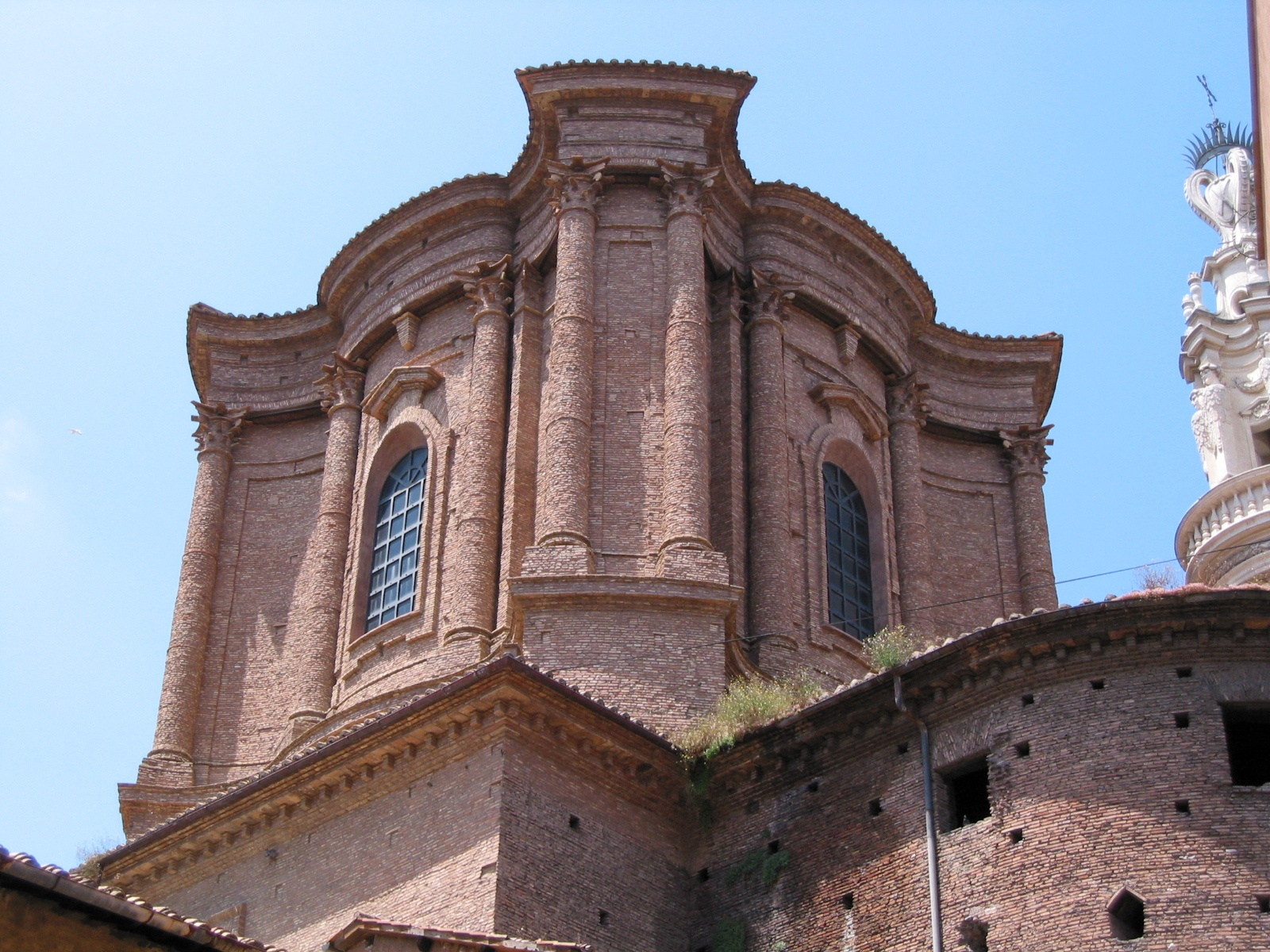
Tour en brique
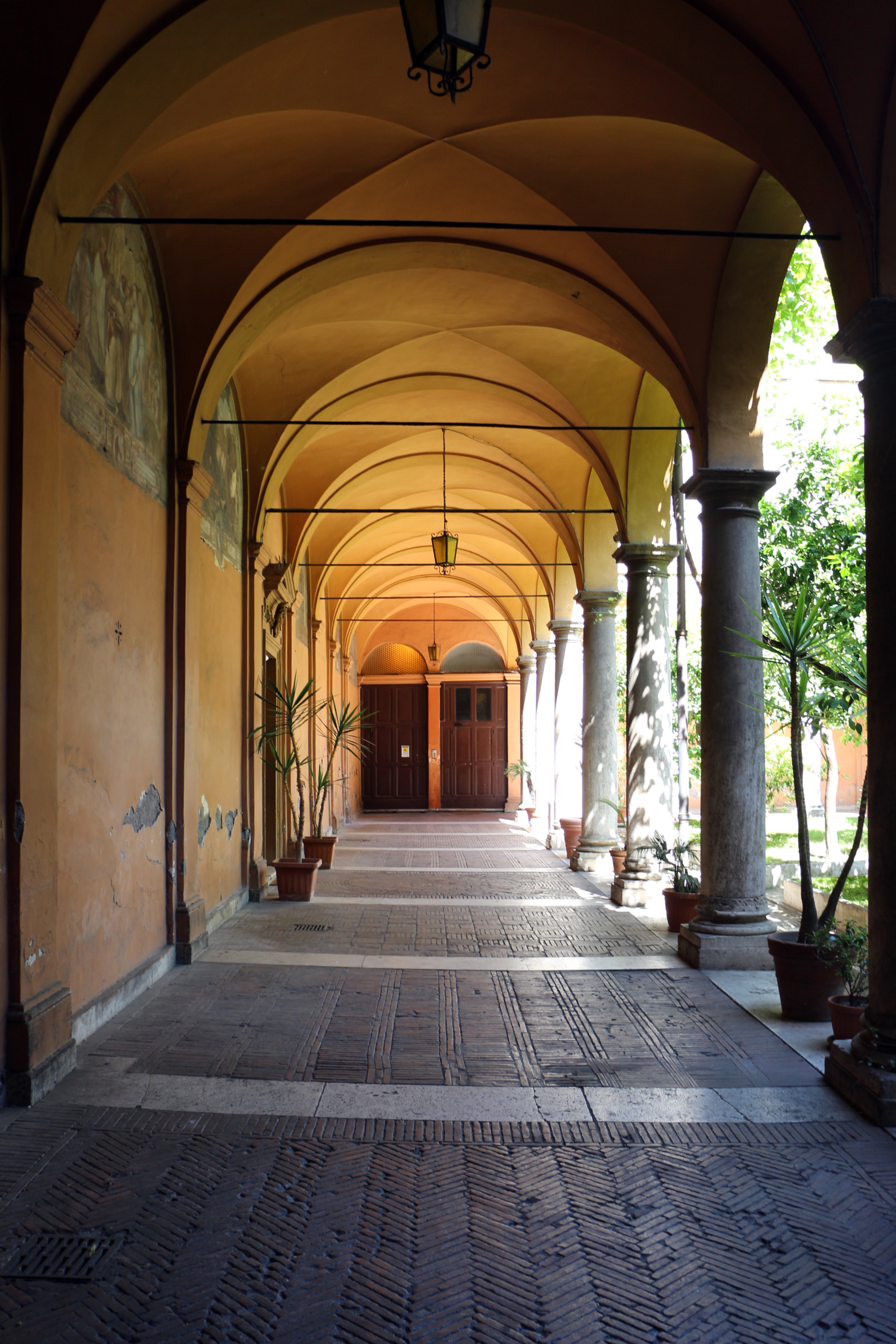
Cloître
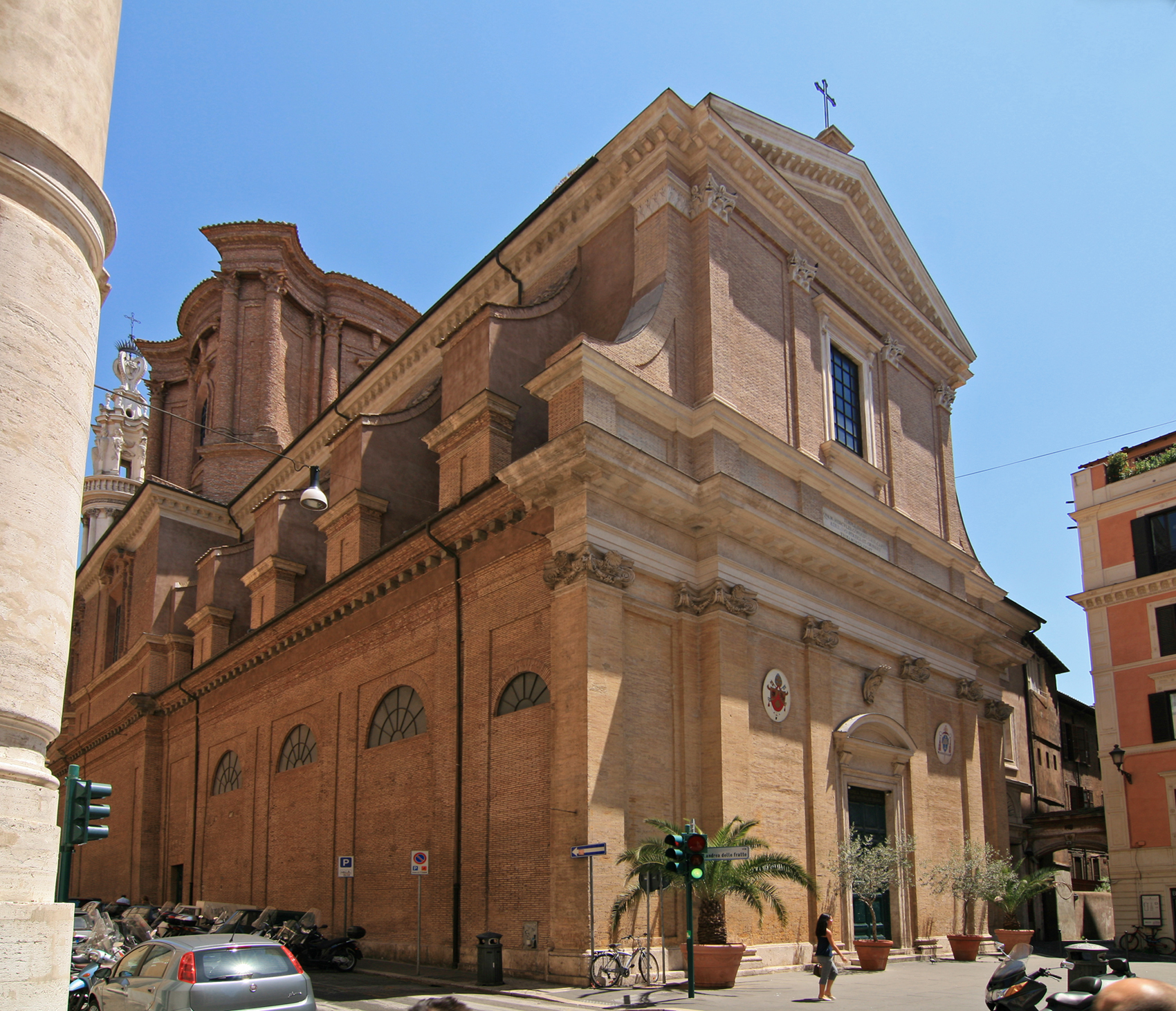
Vue d'ensemble
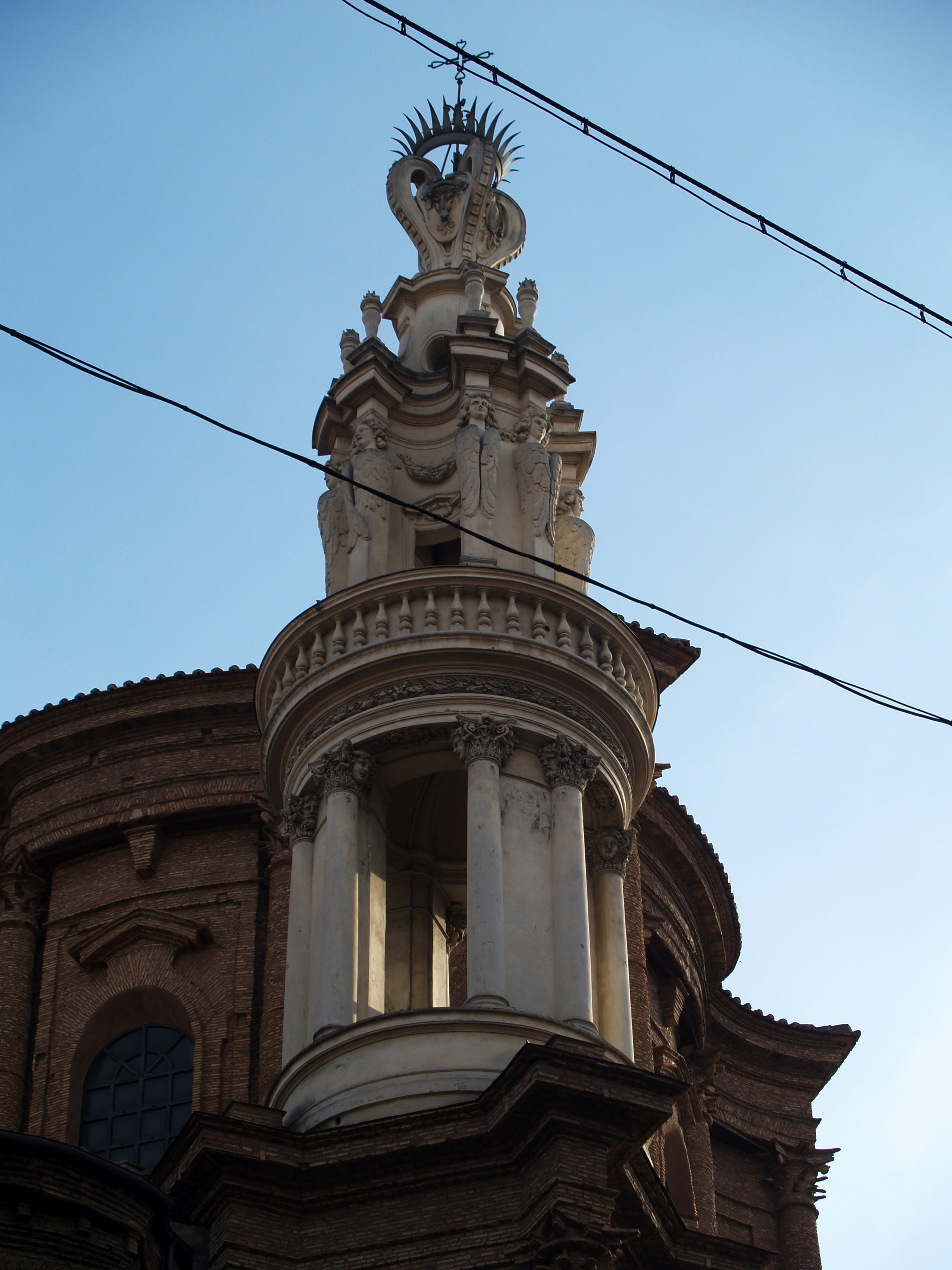
Campanile de Borromini
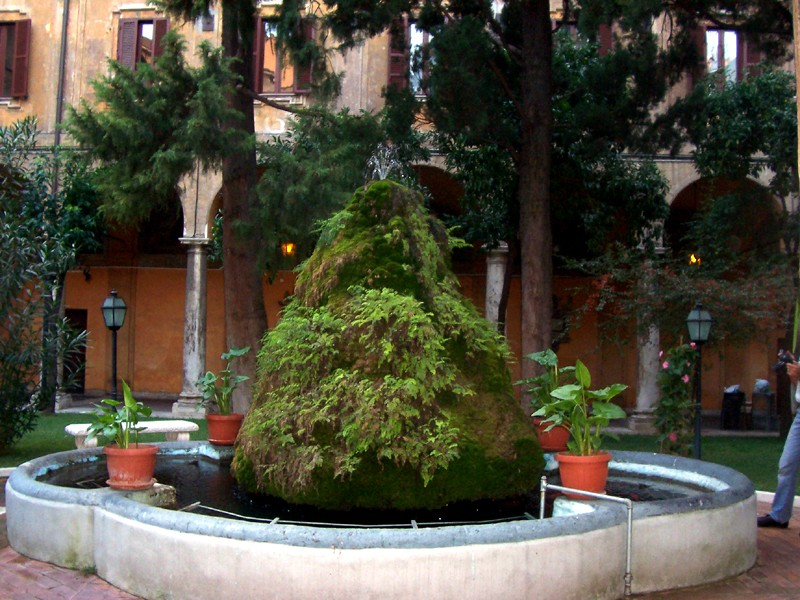
Cloître
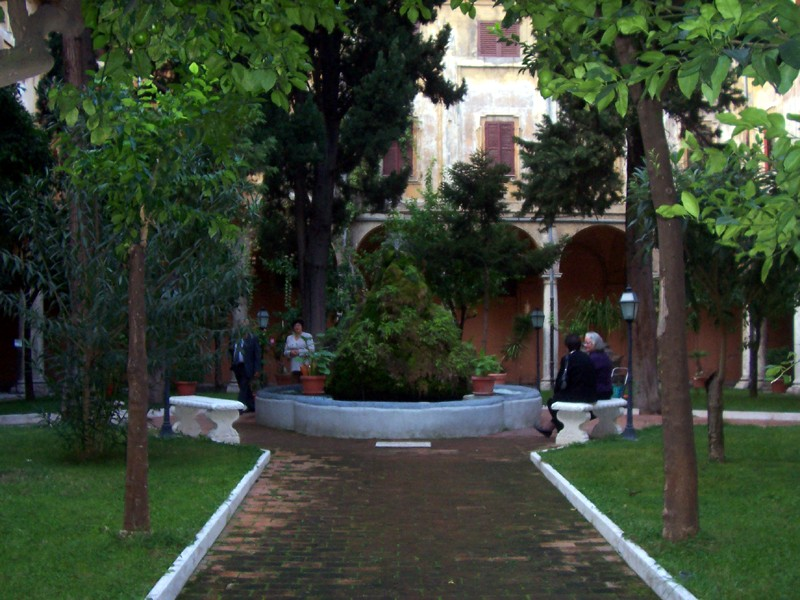
Cloître

## Fresques du cloître
Elles datent du XVIIe siècle et relatent la vie de Saint François de Paul. 

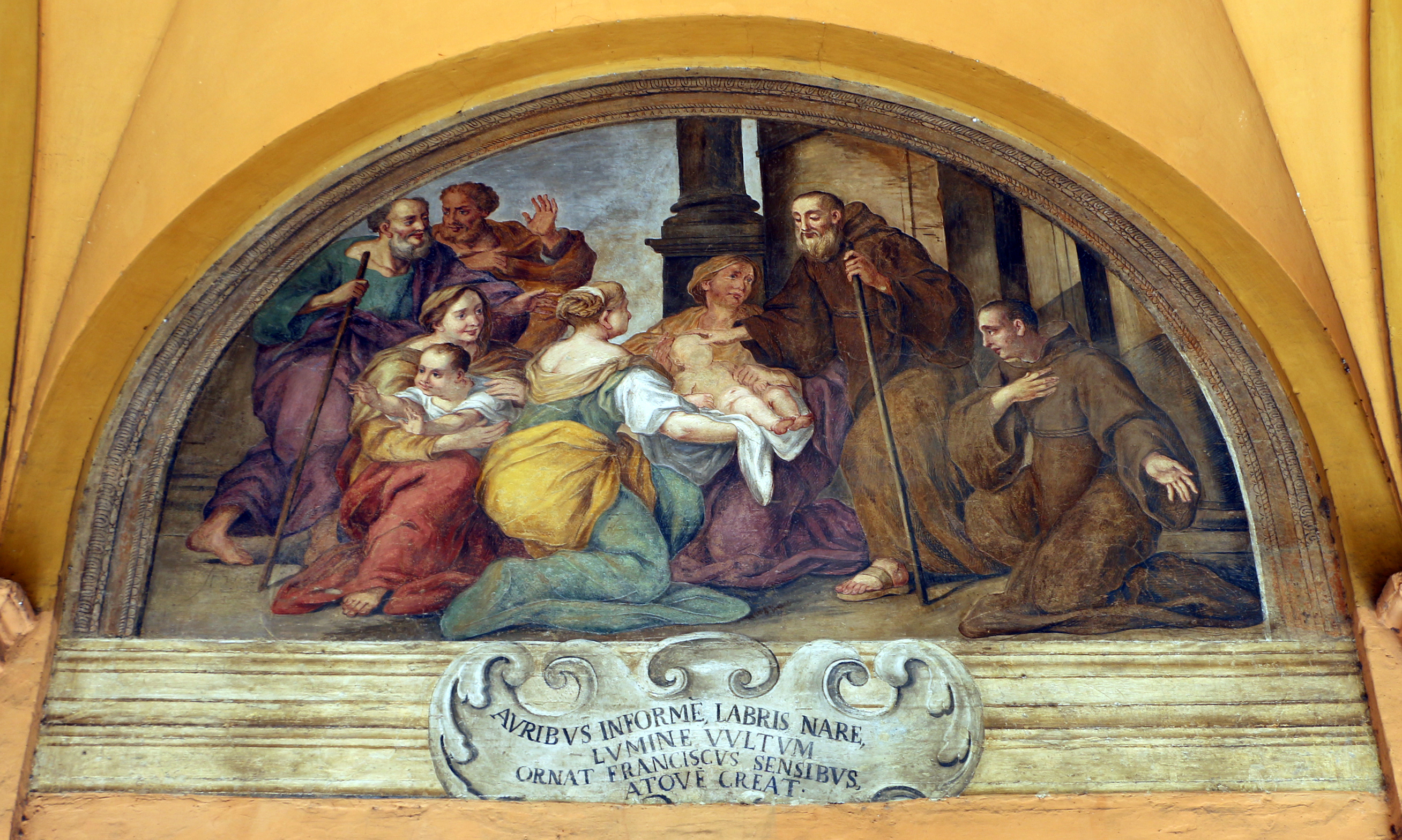
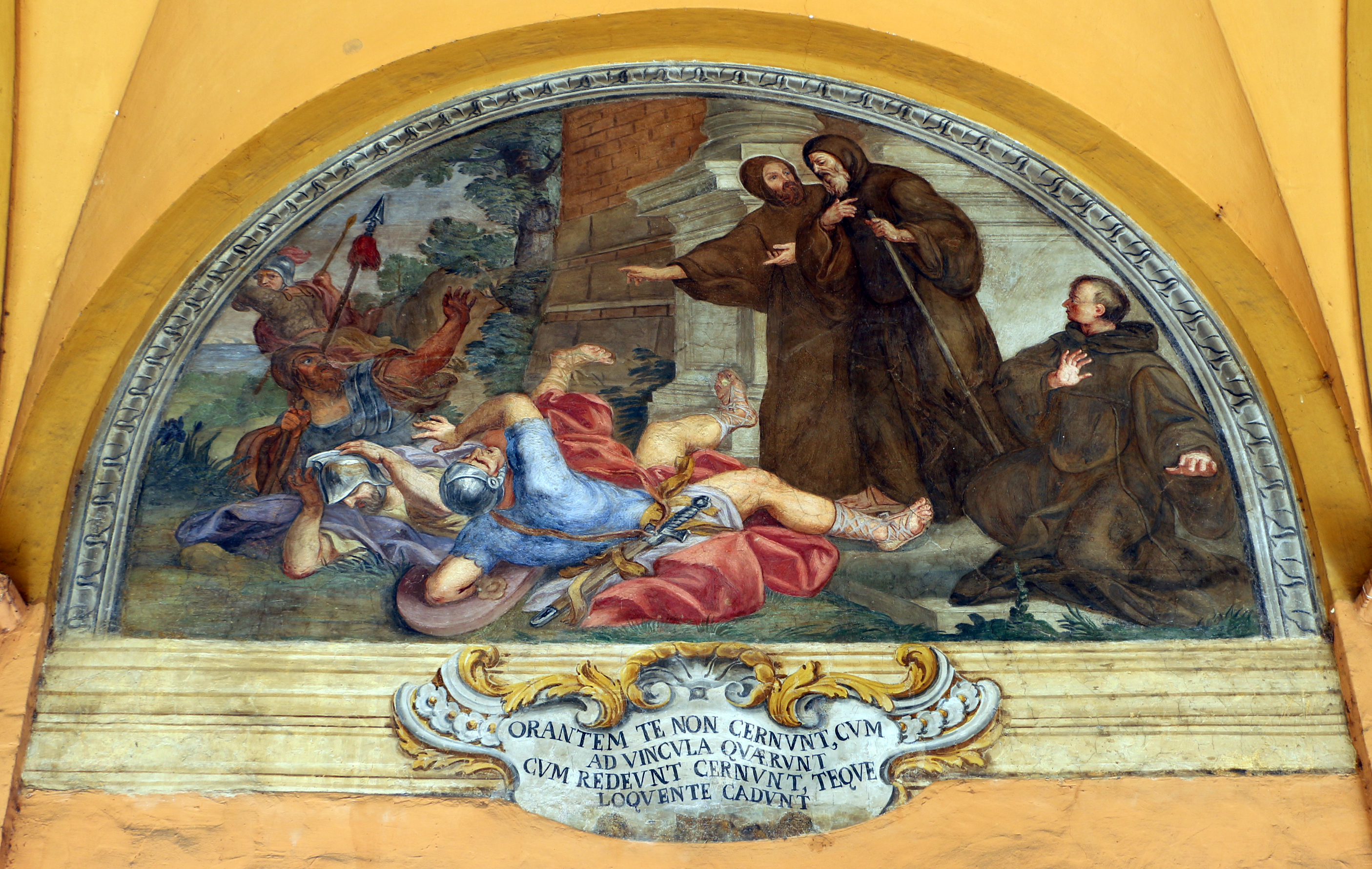
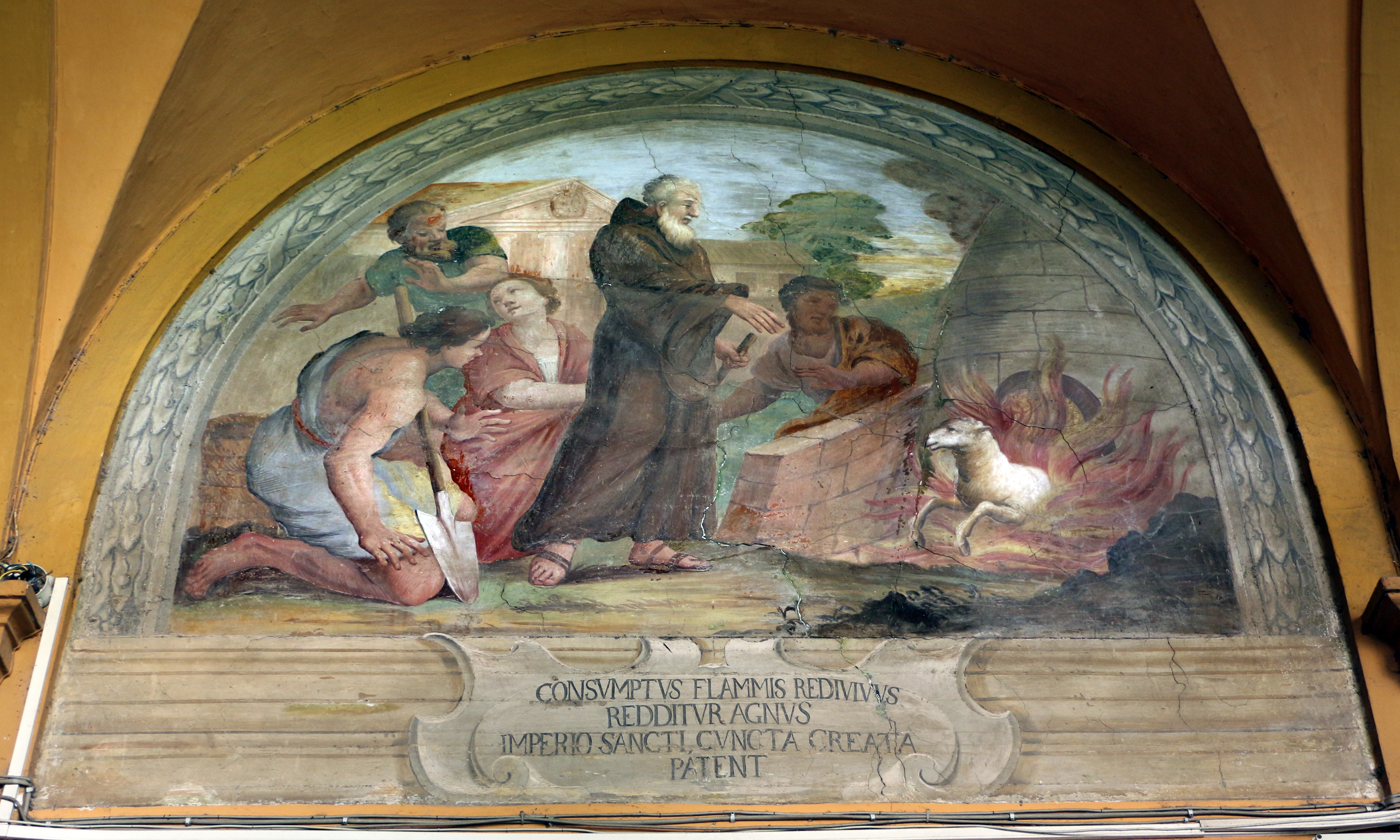
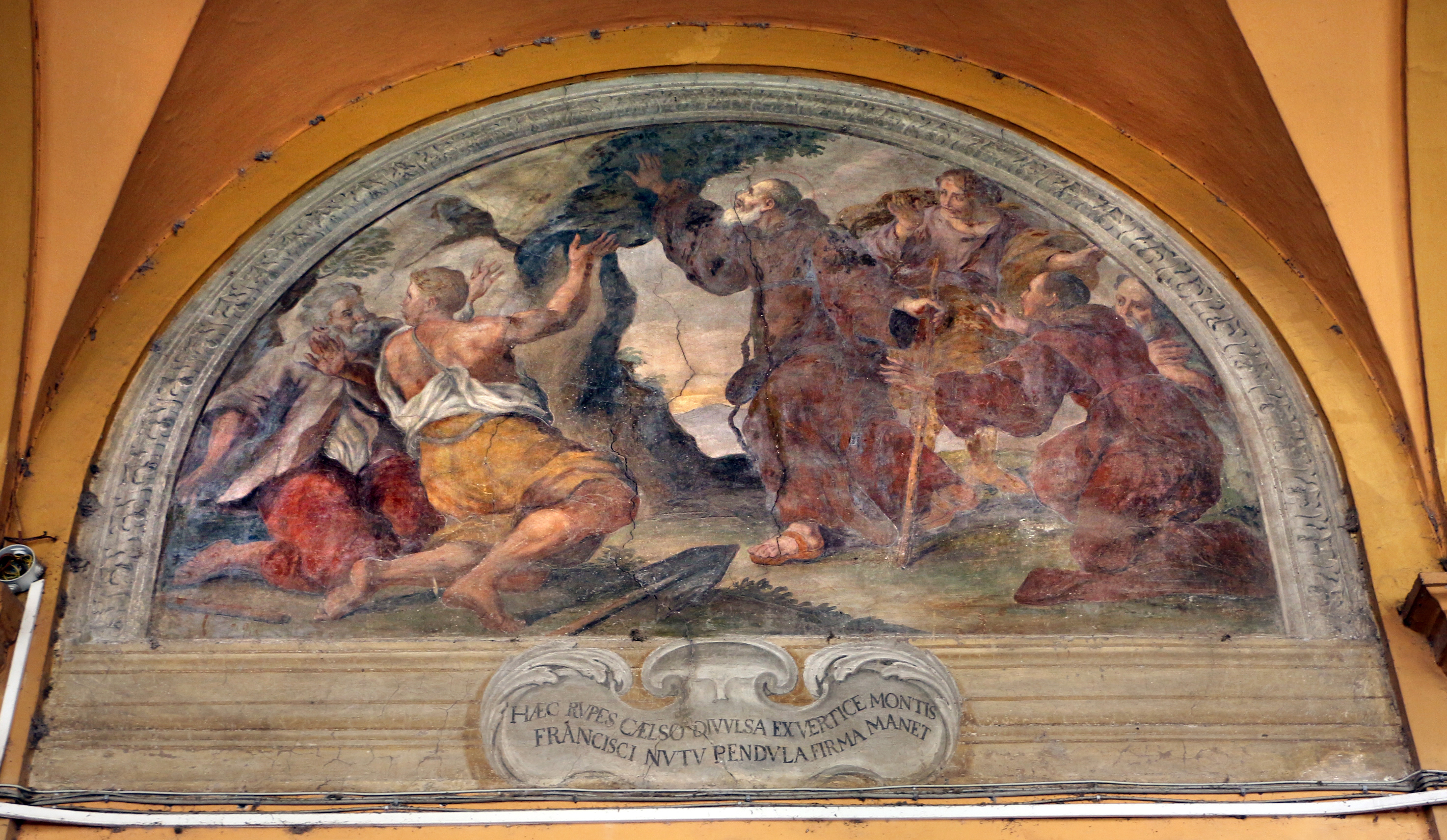
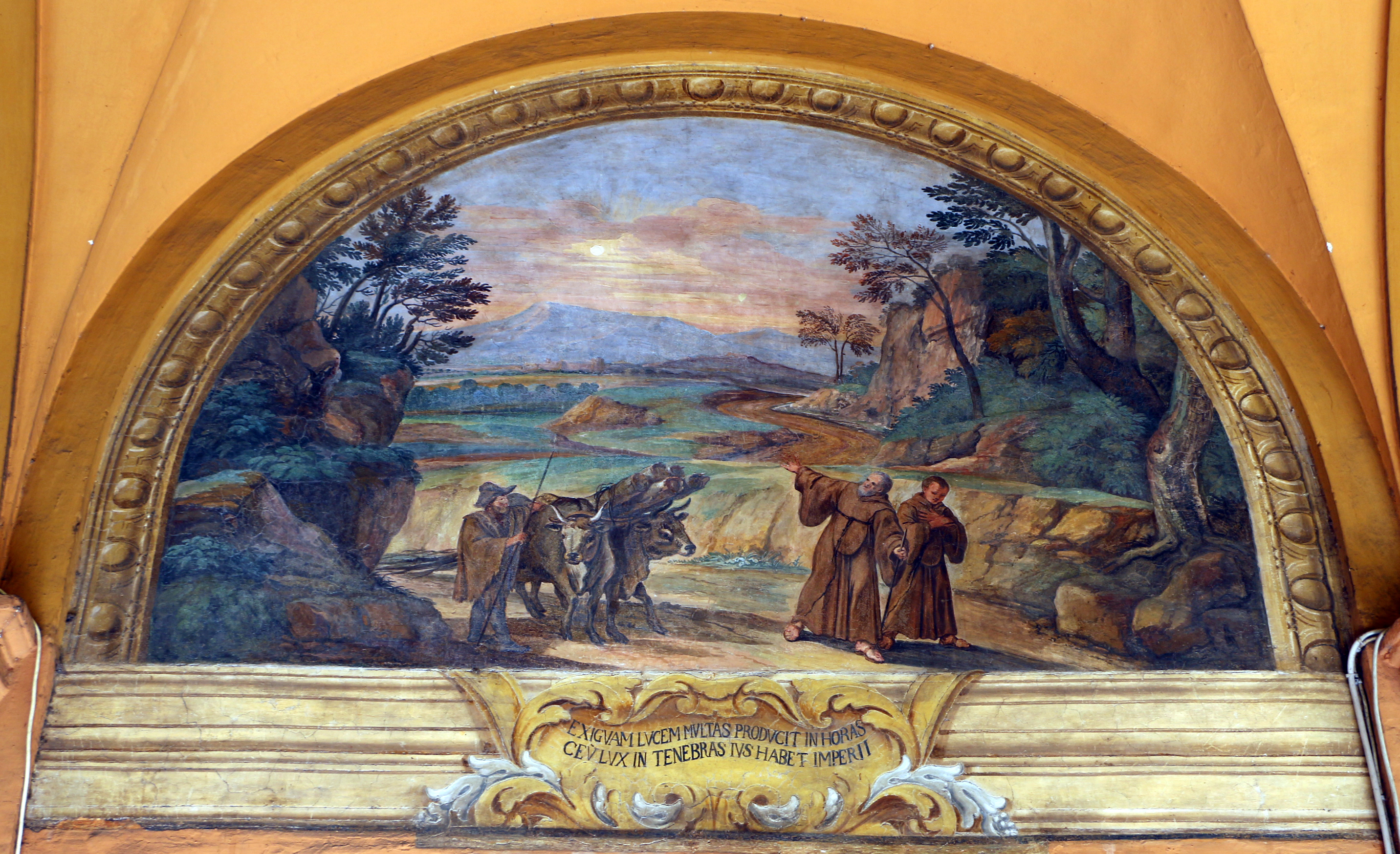